# Liou Kang
Liou Kang (čínsky pchin-jinem Liú Gāng, znaky zjednodušené 刘刚, tradiční 劉剛; * 30. ledna 1961 Liao-jüan, ČLR) je čínský matematik, počítačový vědec a fyzik žijící v USA. Byl studentským vůdcem Náměstí Nebeského klidu při protestech v roce 1989.

## Život
Narodil se do rodiny policisty. Vystudoval fyziku na Pekingské univerzitě a informatiku na Columbijské univerzitě. Liou pracoval v Bell Labs a v bankách na Wall Streetu. Je autorem mnoha výzkumných esejí. Ve 2. dekádě 21. století žije ve USA.

## Studium
- Bakalář (moderní technika), Vědecko-technická univerzita Číny (1982)
- Magistr (fyzika), Pekingská univerzita (1987)
- Magistr (informatika), Columbia University (1998)
- Magistr (finance), New York University (2005)